# Тімо Каллі
Тімо Юхані Каллі (фін. Timo Juhani Kalli нар. 22 лютого 1947, Кіукайнені, нині Еура, Сатакунта) — колишній фінський політик із Центристської партії. За фахом фермер.
Каллі був членом парламенту з 1991 по 2019 роки, а також обіймав посаду спікера парламенту протягом короткого періоду в 2007 році після загальних виборів того року. Він також був головою парламентської групи Центристської партії між 2003 і 2011 роками.